# Волкович, Алексей Онуфриевич
Алексе́й Ону́фриевич Волко́вич (1856, 1861 — не раньше 1924) — Витебский городской голова, депутат Государственной думы I созыва от Витебской губернии.

## Биография
Уроженец Витебска. Белорус, родом из мещан. В 1879 году после окончания Витебской гимназии поступил на естественное отделение физико-математического факультета Петербургского университета, а через два года перевелся на юридический факультет того же университета. В 1883 году Волкович был отчислен из университета «за невзнос платы», и полного курса наук так и не прослушал. Вернувшись в Витебск, он в течение нескольких лет был занят адвокатской практикой. Был избран гласным городской думы. Занимал эту должность три четырёхлетия. В 1898 году Волкович стал городским головой, но позднее, в 1906 году, он был отстранен от должности министром внутренних дел В. К. Плеве.
26 марта 1906 избран в Государственную думу I созыва от общего состава выборщиков Витебского губернского избирательного собрания. Входил в Конституционно-демократическую фракцию. Член финансовой и издательской комиссий. Подписал законопроект «О гражданском равенстве» и заявление об образовании Комиссии по расследованию преступлений должностных лиц.
10 июля 1906 года в г. Выборге подписал «Выборгское воззвание» и осуждён по ст. 129, ч. 1, п. п. 51 и 3 Уголовного Уложения, приговорён к 3 месяцам тюрьмы и лишён права быть избранным. После этого Волкович был лишён права занимать выборные общественные должности в течение почти десяти лет.
Только 4 марта 1917 года, после Февральской революции, он был избран председателем Комитета общественной безопасности городской думы, 17 марта — городским головой, 19 марта — губернским комиссаром Временного правительства.

## Член «Великого востока народов России»
В конце 1914 года в Витебске А. М. Колюбакин, проезжая на фронт, создал витебскую ложу ВВНР. Примерно через месяц А. М. Колюбакин погиб на линии фронта от случайной пули. Учредительное заседание ложи прошло на квартире А. О. Волковича на Соборной улице (здание сохранилось, ныне дом № 10 по улице Крылова). В 1915 или 1916 годах в Витебск приезжал А. Ф. Керенский, адвокат, член IV Государственной Думы, позднее председатель Временного правительства. C лета 1916 года Керенский занимал должность Генерального секретаря Верховного совета Великого востока народов России.
По некоторым сведениям, во время приезда в Витебск Керенского на собрании ложи присутствовал также Марк Шагал, другие же полагают, что Шагал был приглашён на заседание Витебской общественности после собрания ложи. В любом случае художник был хорошо знаком с А. О. Волковичем.
Эта ложа в Витебске функционировала вплоть до 1916 года.

## При советской власти
В ноябре 1917 года, после захвата власти большевиками, он был смещен со всех своих постов. Детально обстоятельства его дальнейшей судьбы неизвестны. Однако в начале 1920-х годов фамилия Волковича встречается в списках советских служащих Губкоммунотдела и Губстраха. Известно, что в 1924 году он пробовал отстоять от муниципализации свой дом.
Дата и причина смерти не выяснены.